# Боеро (Бјела)
Боеро је насеље у Италији у округу Бијела, региону Пијемонт.
Према процени из 2011. у насељу је живело 150 становника. Насеље се налази на надморској висини од 463 м.